# آلکساندرو ریبریو دا سیلوا
آلکساندرو ریبریو دا سیلوا (به پرتغالی: Alexsandro Ribeiro da Silva) مهاجم اهل برزیل است که در شهر ماسیو  و در تاریخ ۱۶ آوریل ۱۹۸۰ به دنیا آمده‌است.
آلکساندرو ریبریو دا سیلوا در تیم‌های فوتبال Associação Atlética Coruripe سابقهٔ حضور دارد.